# نوار بلبل
نوار بلبل (25 اغسطس 1973-)، ممثل سوري. والده هو الأديب المسرحي و الكاتب فرحان بلبل.

## مسيرته الفنية
تخرج من المعهد العالي للفنون المسرحية عام 1998. قدم بلبل مع المخرجة رولا فتال أولى عروضه وهو مونودراما اسماعيل هاملت، ثم قدم مسرحية ذاكرة الرماد مع الراحلة مها الصالح. أسس فرقة مسرح الخريف مع الممثل رامز الأسود، وقدما عروضاً ثنائية منها حلم ليلة عيد، والمنفردة. وجالا بهذين العرضين في العديد من دول العالم وحصدا جوائز كثيرة. عمل بلبل في التلفزيون أيضاً ويعد مسلسل عودة غوار هو أول عمل تلفزيوني له في مسيرته الفنية، وشارك بعدها في مسلسل دنيا وغيرها من المسلسلات، وقد عمل بلبل في المسرح القومي مونودراما في موسم دمشق 2003. وقد علق قائلا :

## من بعض أعماله

### التلفزيون
- مسلسل ابتسم أيها الجنرال عام 2023 بدور جهاد.[2]
- حارة الطنابر مسلسل عام 2013 بدور حميش.
- دليلة والزيبق مسلسل عام 2011.
- رجال العز عام 2011 بدور أبو الليل.
- المنفردة مسرحية عام 2011.
- في حضرة الغياب مسلسل عام 2011.
- أسعد الوراق مسلسل عام 2010 بدور عزام.
- البقعة السوداء مسلسل عام 2010 بدور عصام.
- حارة الياقوت مسلسل عام 2010.
- أنا القدس مسلسل عام 2010 بدور جبرا.
- كليوباترا مسلسل عام 2010.
- تخت شرقي مسلسل عام 2010 بدور عاصي.
- أهل الراية ج2 مسلسل عام 2009 بدور حدو.
- شام العدية مسلسل عام 2009 بدور سلمو.
- تحت المداس مسلسل عام 2009 بدور جمال.
- باب الحارة الجزء الرابع مسلسل عام 2009 بدور أبو يوسف الفلسطيني.
- بيت جدي مسلسل عام 2008 بدور سلمو.
- الحصرم الشامي الجزء الثاني مسلسل عام 2008 بدور محروس
- بهلول أعقل المجانين الجزء الثاني مسلسل عام 2008.
- دمشق تتكلم فليم عام 2008.
- ناصر مسلسل عام 2008.
- رسائل الحب والحرب مسلسل عام 2007.
- خالد بن الوليد الجزء الثاني مسلسل عام 2007.
- باب الحارة مسلسل 2006 بدور الزيبق.
- خالد بن الوليد مسلسل عام 2006.
- أعيدوا صباحي مسلسل عام 2006.
- نزار قباني مسلسل عام 2005.
- رجاها مسلسل عام 2005.
- أبو زيد الهلالي مسلسل عام 2005 بدور حمادة.
- عياش مسلسل عام 2005.
- موكب الإباء فيلم عام 2005.
- عائد إلى حيفا مسلسل عام 2004.
- ليالي الصالحية مسلسل عام 2004.
- صقر قريش مسلسل عام 2002.
- دنيا مسلسل عام 1999.
- عودة غوار (الأصدقاء) عام 1999.
- القصر مسلسل عام 1999.
- المجهول مسلسل عام 1999.

### المسرح
- مسرحية مولانا عام 2017.[3]
- مسرحية مساواة عام 2022.[4]
- مسرحية روميو وجوليت عام 2015.[5]